# Mon ami Tom
Pour plus de détails, voir Fiche technique et Distribution.
Mon ami Tom (Life with Tom) est le 79e court métrage d'animation de la série américaine Tom et Jerry réalisé par William Hanna et Joseph Barbera et sorti le 21 novembre 1953.